# Zoltán Meszlényi
Zoltán Meszlényi (1892-1951), est un évêque hongrois, tué en « haine de la foi » par le régime stalinien. Il est reconnu comme bienheureux par l'Église catholique en 2009.

## Biographie
Zoltán Meszlényi naît le 2 janvier 1892 à Hatvan. 
Décidé de suivre sa vocation sacerdotale, il entre au séminaire. À partir de 1909 il entame des études plus approfondies à Rome, au Collegium Germanicum et Hungaricum et poursuit ses études en théologie à l'Université pontificale grégorienne. Il y obtiendra un doctorat en philosophie en 1912 et l'année suivante un doctorat de théologie. Il est ordonné prêtre le 28 octobre 1915. 
Revenu en Hongrie, il y exerce quelques services pastoraux avant d'être nommé évêque auxiliaire d'Esztergom et évêque titulaire de Sinope (de), en 1937. Il assume ses fonctions dans un contexte difficile. Le régime stalinien se dresse contre les institutions religieuses. Le 29 juin 1950, Mgr Meszlényi est arrêté. Le motif de son arrestation : "comportement antidémocratique". Il est brièvement détenu à Budapest puis est transféré à Kistarcsa. Il est séparé des autres prisonniers et placé en isolement. Sa cellule est sans fenêtre et il vit dans des conditions insoutenables. Le quotidien est marqué par les mauvais traitements et la torture. Malgré tout, Zoltan Meszlényi reste fidèle à sa foi et à l’Église. 

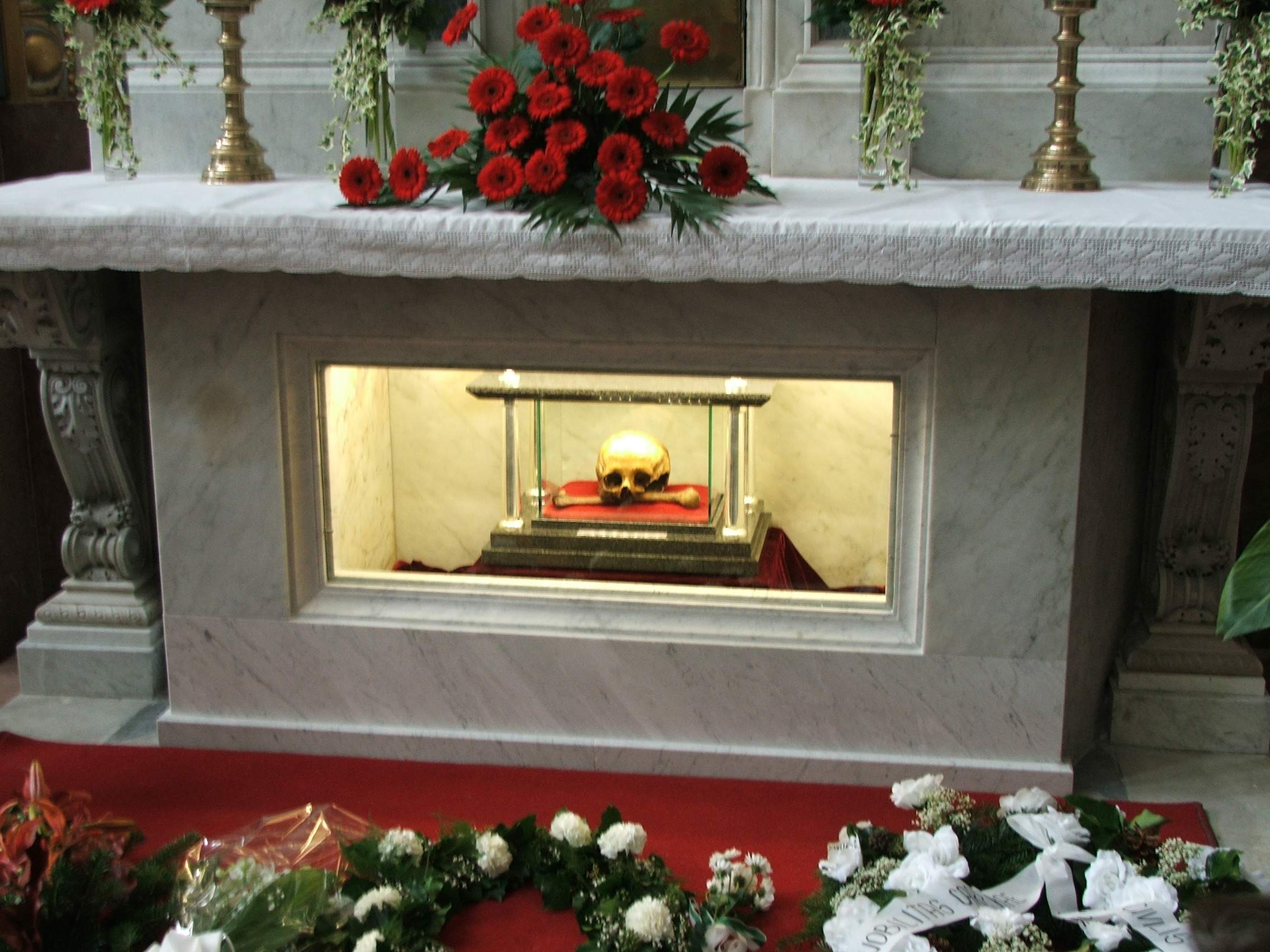
Reliques du Bx Zoltan Meszlényi à la cathédrale d'Esztergom.

Le 4 mars 1951, il est torturé à mort sur ordre de Mátyás Rákosi. L'annonce publique de son décès ne sera faite que trois ans plus tard.

## Béatification
- 2004 : ouverture de la cause en béatification
- 31 octobre 2009 : cérémonie de béatification célébrée à Esztergom par le cardinal Angelo Amato, au nom du pape Benoît XVI